# تاريخ الفن التقني
تاريخ الفن التقني هو مجال متعدد التخصصات للدراسة في قسم العلوم والإنسانيات حيث يجري استخدام مجموعة واسعة بشكل متزايد من الأدوات التحليلية لإلقاء الضوء على العملية الإبداعية من الفكرة إلى العمل الفني. يتعاون الباحثون من مختلف المجالات -من بينها تاريخ الفن وعلوم الحفظ والحفظ- بطريقة متعددة التخصصات لاكتساب «فهم شامل للأشياء المادية من حيث النية الأصلية، واختيار المواد والتقنيات بالإضافة إلى السياق الذي أُنشئ العمل من أجله ومعناه والإدراك المعاصر».
أُشير إلى التحليل العلمي للفن في البداية باسم «الدراسات الفنية»، وهو مصطلح استخدم في المنشورات المبكرة من قبل مركز ستراوس للحفظ والدراسات الفنية في متاحف هارفارد للفنون في ثلاثينيات القرن العشرين. دخلت هذه الدراسات الفنية في تاريخ الفن التربوي في النصف الأول من القرن العشرين. منذ ذلك الحين، تطور المجال سريعًا من علم مساعد إلى مجال علمي مستقل وكانت هناك محاولات منتظمة لتحديد نطاقه وهدفه في النصوص المنشورة. نظرًا إلى المجال واسمه لا يزالان شابين إلى حد ما، فقد تختلف التعريفات والأهداف المقدمة من عالم إلى عالم. من الواضح أنه مع تحرير المجال، فقد تجاوز تعاون مؤرخي الفن والقائمين على ترميمه وعلماء الحفظ. لذلك فإن التعريف الواسع مطلوب ليشمل منهجيات من مجالات مختلفة مثل الأنثروبولوجيا وعلم اللغة وتاريخ العلوم وثقافة المواد.
يجري اتباع مسارين رئيسيين لاستكشاف الواقع المادي لعمل فني: النهج التجريبي والبحث عن المصادر الوثائقية. يتضمن المنهج التجريبي التحليل المباشر للأعمال الفنية والمواد الحرفية بالوسائل التقنية. تشمل المصادر الوثائقية كتب الأسرار وغيرها من الكتابات المعاصرة التي تتناول تقنيات ومواد الفنانين. هذه المصادر حيوية لتفسير البيانات التجريبية. إن الجمع بين هذين المسارين يستدعي مجموعة واسعة من المنهجيات والتخصصات المتعددة للبحث في مجال تاريخ الفن التقني.

## التاريخ والتطور
في أوائل القرن العشرين، أُنشئت أولى المختبرات التي تركز على تطبيق التقنيات العلمية على الأعمال الفنية في جميع أنحاء العالم. في عام 1888، تأسس مختبر أبحاث راثجن في برلين كأول معمل متحفي في العالم، وفي عام 1928، أنشأ إدوارد فوربس أول مركز لأبحاث الحفظ في الولايات المتحدة في متحف فن فوج في جامعة هارفارد «الآن مركز شتراوس لـ الحفظ والدراسات الفنية». كان إنشاء هذه المعاهد وغيرها من المعاهد المماثلة أمرًا ضروريًا لتطوير نهج جديد لدراسة المواد والتقنيات، وإلى التحول من الحفظ إلى ممارسة قائمة على العلم.
في العقود التي سبقت إدراج التقنيات العلمية في عالم الفن، كانت عملية إنتاج العمل الفني أقل أهمية لفهم الشيء. بدلاً من ذلك، عُدَّت الأعمال الفنية بدقة على أنها تعبيرات عن عبقرية الإنسان والحدس. وبالتالي، عُدَّت المواد والتقنية مجرد ملحقات ضرورية لهذه العملية، ولم تؤثر على قرارات الفنان الإبداعية. وجهة النظر هذه هي جزء من انقسام هرمي أوسع في تاريخ الفن بين العقل واليد، أو الجانب الفكري والمادي للأعمال الفنية. إن البحث الذي أُجري في هذه المعاهد وتطوير تقنيات تحليلية جديدة مثل التصوير بالأشعة السينية والانعكاس بالأشعة تحت الحمراء، لم يدعم فقط ممارسات الحفظ ذات المنحى العلمي، ولكنه سمح أيضًا لمؤرخي الفن «إعادة» فهم طريقة عمل الفنان.
بالتزامن مع تطور التقنيات العلمية الجديدة، ظهر ما يسمى بتاريخ الفن «الجديد» (مثل تاريخ الفن النسوي) في منتصف السبعينيات. ركزت هذه الخطابات الجديدة في تاريخ الفن على صلة الفن بالبنى الاجتماعية، متجاهلة المقاربات والمصطلحات التقليدية مثل «التذوق» و«الجودة» و«الأسلوب» و«العبقرية». ومن المثير للاهتمام أن تاريخ الفن التقني ليس جزءًا من تاريخ الفن «الجديد»، على الرغم من أن إنشاء المجال كان في تقدم كامل خلال هذا الوقت. في حين أن تاريخ الفن الجديد يتحرك في الواقع بعيدًا عن الكائن الفعلي، من خلال وضعه في سياقه الاجتماعي، يتحرك تاريخ الفن التقني أكثر نحو الأشياء، ويستخدم طرقًا جديدة للتحقيق في أهداف أكثر تقليدية مثل الأسلوب والأصل والأصالة. بدلاً من ذلك، يمكن اعتبار تاريخ الفن التقني جزءًا من التحول المادي أو المادية الجديدة، في تاريخ الفن.
كان قاموس جروف للفنون لعام 1996 (حاليًا غروف آرت أون لاين) يفتقر إلى مصطلح «تاريخ الفن التقني» على الرغم من أن الاختبارات الفنية كانت جزءًا من عالم الفن لعدة عقود بالفعل. يمكن تفسير غياب المصطلح من خلال حقيقة أنه صيغ لأول مرة في مؤتمر عام 1992 من قبل ديفيد بومفورد، ونشر لأول مرة في النص في عام 1996. على الرغم من وجود التحليلات الفنية وفحص التقنيات الفنية لعقود من الزمان، فإنه في هذا الربع الأخير من القرن العشرين، أثبتت الدراسة التعاونية حقًا، والأهم من ذلك التفسيرية ومتعددة التخصصات لتاريخ الفن التقني نفسها. يتجاوز تاريخ الفن التقني كما هو معروف في القرن الحادي والعشرين ما يمكن للتقنيات العلمية أن تلقي الضوء عليه، من خلال الاعتماد على منهجيات من مجالات أخرى لتفسير البيانات العلمية التجريبية. في حين أن التطورات الأخيرة في العلوم ستوسع نطاق وصول مؤرخي الفن، فإن تاريخ الفن سيتحدى العلوم من أجل تطوير وتحسين أدوات التشخيص أو النظريات.